# Syngonanthus auripes
Syngonanthus auripes är en gräsväxtart som beskrevs av Silveira. Syngonanthus auripes ingår i släktet Syngonanthus och familjen Eriocaulaceae.

## Underarter
Arten delas in i följande underarter:
- S. a. auripes
- S. a. bahiensis